# Lista planetelor minore: 285001–286000
Aceasta este lista planetelor minore cu numerele 285001–286000.

## 285001–286100
| Denumire | Denumire provizorie | Data descoperirii   | Locul descoperirii | Descoperitor(i)                                     |
| -------- | ------------------- | ------------------- | ------------------ | --------------------------------------------------- |
| 285001 – | 2010 RN47           | 28 septembrie 2006* | Kitt Peak          | Spacewatch                                          |
| 285002 – | 2010 TU131          | 5 martie 2006*      | Anderson Mesa      | LONEOS                                              |
| 285003 – | 2010 UH46           | 14 octombrie 2001*  | Socorro            | LINEAR                                              |
| 285004 – | 2010 UY98           | 29 septembrie 2003* | Apache Point       | SDSS                                                |
| 285005 – | 2010 VG120          | 15 decembrie 2001*  | Socorro            | LINEAR                                              |
| 285006 – | 2010 VV132          | 15 octombrie 1995*  | Kitt Peak          | Spacewatch                                          |
| 285007 – | 2010 XO55           | 30 septembrie 2006* | Mount Lemmon       | Mount Lemmon Survey                                 |
| 285008 – | 2011 AP8            | 30 septembrie 2005* | Mount Lemmon       | Mount Lemmon Survey                                 |
| 285009 – | 2011 AJ20           | 9 decembrie 2004*   | Catalina           | CSS                                                 |
| 285010 – | 2011 AM66           | 9 iulie 2005*       | Kitt Peak          | Spacewatch                                          |
| 285011 – | 2011 BY19           | 5 aprilie 2000*     | Socorro            | LINEAR                                              |
| 285012 – | 2011 BP36           | 7 februarie 2002*   | Palomar            | NEAT                                                |
| 285013 – | 2011 BT89           | 2 iulie 2008*       | Kitt Peak          | Spacewatch                                          |
| 285014 – | 2011 BF94           | 28 ianuarie 2006*   | Mount Lemmon       | Mount Lemmon Survey                                 |
| 285015 – | 2011 BD114          | 25 martie 1995*     | Kitt Peak          | Spacewatch                                          |
| 285016 – | 2011 CZ7            | 3 septembrie 2004*  | Palomar            | NEAT                                                |
| 285017 – | 2011 CZ20           | 25 decembrie 2005*  | Kitt Peak          | Spacewatch                                          |
| 285018 – | 2011 CA71           | 19 septembrie 2001* | Socorro            | LINEAR                                              |
| 285019 – | 2011 CW77           | 26 februarie 2007*  | Mount Lemmon       | Mount Lemmon Survey                                 |
| 285020 – | 2011 DG4            | 3 aprilie 2000*     | Socorro            | LINEAR                                              |
| 285021 – | 2011 DW10           | 7 ianuarie 2005*    | Catalina           | CSS                                                 |
| 285022 – | 2011 DF18           | 15 martie 2007*     | Kitt Peak          | Spacewatch                                          |
| 285023 – | 2011 DT21           | 28 ianuarie 2006*   | Kitt Peak          | Spacewatch                                          |
| 285024 – | 2011 DD40           | 19 septembrie 2003* | Palomar            | NEAT                                                |
| 285025 – | 2011 DZ40           | 26 septembrie 2003* | Apache Point       | SDSS                                                |
| 285026 – | 2011 DA43           | 17 septembrie 2003* | Palomar            | NEAT                                                |
| 285027 – | 2011 DX45           | 5 octombrie 2002*   | Apache Point       | SDSS                                                |
| 285028 – | 2011 EO             | 10 decembrie 2004*  | Kitt Peak          | Spacewatch                                          |
| 285029 – | 2011 EW10           | 27 martie 2003*     | Kitt Peak          | Spacewatch                                          |
| 285030 – | 2011 EJ11           | 28 septembrie 2002* | Haleakala          | NEAT                                                |
| 285031 – | 2011 EO14           | 20 septembrie 2008* | Mount Lemmon       | Mount Lemmon Survey                                 |
| 285032 – | 2011 EX26           | 4 noiembrie 2005*   | Kitt Peak          | Spacewatch                                          |
| 285033 – | 2011 ED40           | 18 noiembrie 1998*  | Kitt Peak          | Spacewatch                                          |
| 285034 – | 2011 EJ42           | 25 octombrie 2005*  | Mount Lemmon       | Mount Lemmon Survey                                 |
| 285035 – | 2011 EC44           | 3 februarie 2000*   | Socorro            | LINEAR                                              |
| 285036 – | 2011 EJ51           | 6 aprilie 2000*     | Anderson Mesa      | LONEOS                                              |
| 285037 – | 2011 ES51           | 29 decembrie 2003*  | Kitt Peak          | Spacewatch                                          |
| 285038 – | 2011 EU54           | 26 martie 2006*     | Kitt Peak          | Spacewatch                                          |
| 285039 – | 2011 EY54           | 30 august 2002*     | Kitt Peak          | Spacewatch                                          |
| 285040 – | 2011 EO77           | 20 februarie 2006*  | Kitt Peak          | Spacewatch                                          |
| 285041 – | 2011 FC5            | 25 iulie 2007*      | Lulin Observatory  | LUSS                                                |
| 285042 – | 2011 FZ5            | 4 martie 2006*      | Mount Lemmon       | Mount Lemmon Survey                                 |
| 285043 – | 2011 FJ10           | 11 septembrie 2005* | Kitt Peak          | Spacewatch                                          |
| 285044 – | 2011 FT10           | 12 martie 2007*     | Kitt Peak          | Spacewatch                                          |
| 285045 – | 2011 FW97           | 3 decembrie 2005*   | Kitt Peak          | Spacewatch                                          |
| 285046 – | 2011 FZ132          | 30 martie 2000*     | Kitt Peak          | Spacewatch                                          |
| 285047 – | 2011 FG147          | 25 decembrie 2005*  | Anderson Mesa      | LONEOS                                              |
| 285048 – | 2011 FJ154          | 15 martie 2007*     | Kitt Peak          | Spacewatch                                          |
| 285049 – | 2011 GM32           | 4 noiembrie 2005*   | Kitt Peak          | Spacewatch                                          |
| 285050 – | 2011 GU32           | 25 februarie 2007*  | Kitt Peak          | Spacewatch                                          |
| 285051 – | 2011 GD43           | 14 decembrie 2001*  | Socorro            | LINEAR                                              |
| 285052 – | 2011 GX85           | 15 iulie 1998*      | Kitt Peak          | Spacewatch                                          |
| 285053 – | 2011 HN8            | 15 mai 1996*        | Kitt Peak          | Spacewatch                                          |
| 285054 – | 2011 HK18           | 8 aprilie 2002*     | Palomar            | NEAT                                                |
| 285055 – | 2011 HT18           | 6 decembrie 2005*   | Kitt Peak          | Spacewatch                                          |
| 285056 – | 2011 HG25           | 6 noiembrie 2005*   | Kitt Peak          | Spacewatch                                          |
| 285057 – | 2011 HW25           | 23 ianuarie 2006*   | Mount Lemmon       | Mount Lemmon Survey                                 |
| 285058 – | 2011 HK30           | 3 aprilie 2002*     | Kitt Peak          | Spacewatch                                          |
| 285059 – | 2011 HV60           | 29 aprilie 2011     | Mount Lemmon       | Mount Lemmon Survey                                 |
| 285060 – | 2011 HT91           | 20 noiembrie 2004*  | Kitt Peak          | Spacewatch                                          |
| 285061 – | 2011 HZ100          | 18 octombrie 2004*  | Kitt Peak          | M. W. Buie                                          |
| 285062 – | 2011 JK29           | 27 februarie 2007*  | Kitt Peak          | Spacewatch                                          |
| 285063 – | 2011 KV             | 28 martie 1995*     | Kitt Peak          | Spacewatch                                          |
| 285064 – | 2011 KG3            | 20 octombrie 2003*  | Kitt Peak          | Spacewatch                                          |
| 285065 – | 2011 KM11           | 12 aprilie 2004*    | Palomar            | NEAT                                                |
| 285066 – | 2011 KO11           | 21 august 2004*     | Catalina           | CSS                                                 |
| 285067 – | 2011 KS20           | 18 noiembrie 2008*  | Kitt Peak          | Spacewatch                                          |
| 285068 – | 2011 KA23           | 13 aprilie 1996*    | Kitt Peak          | Spacewatch                                          |
| 285069 – | 2011 KB23           | 3 octombrie 2008*   | Kitt Peak          | Spacewatch                                          |
| 285070 – | 2011 KO24           | 16 ianuarie 2005*   | Kitt Peak          | Spacewatch                                          |
| 285071 – | 2011 KK25           | 27 octombrie 2008*  | Mount Lemmon       | Mount Lemmon Survey                                 |
| 285072 – | 2011 KQ25           | 25 martie 2000*     | Kitt Peak          | Spacewatch                                          |
| 285073 – | 2011 KH28           | 30 august 2005*     | Kitt Peak          | Spacewatch                                          |
| 285074 – | 2011 KO28           | 24 martie 2006*     | Kitt Peak          | Spacewatch                                          |
| 285075 – | 2011 KF33           | 14 martie 2004*     | Kitt Peak          | Spacewatch                                          |
| 285076 – | 2011 KG33           | 16 august 2001*     | Palomar            | NEAT                                                |
| 285077 – | 2227 T-2            | 29 septembrie 1973  | Palomar            | C. van Houten, I. van Houten-Groeneveld, T. Gehrels |
| 285078 – | 2459 T-3            | 16 octombrie 1977   | Palomar            | C. van Houten, I. van Houten-Groeneveld, T. Gehrels |
| 285079 – | 1981 EQ36           | 7 martie 1981       | Siding Spring      | S. J. Bus                                           |
| 285080 – | 1981 EB47           | 2 martie 1981       | Siding Spring      | S. J. Bus                                           |
| 285081 – | 1991 FD1            | 18 martie 1991      | Kitt Peak          | Spacewatch                                          |
| 285082 – | 1991 TJ15           | 6 octombrie 1991    | Palomar            | A. Lowe                                             |
| 285083 – | 1992 DS8            | 29 februarie 1992   | La Silla           | UESAC                                               |
| 285084 – | 1992 SY10           | 28 septembrie 1992  | Kitt Peak          | Spacewatch                                          |
| 285085 – | 1992 UM7            | 18 octombrie 1992   | Kitt Peak          | Spacewatch                                          |
| 285086 – | 1993 FA38           | 19 martie 1993      | La Silla           | UESAC                                               |
| 285087 – | 1993 HN4            | 21 aprilie 1993     | Kitt Peak          | Spacewatch                                          |
| 285088 – | 1993 TQ7            | 9 octombrie 1993    | Kitt Peak          | Spacewatch                                          |
| 285089 – | 1993 TT23           | 9 octombrie 1993    | La Silla           | E. W. Elst                                          |
| 285090 – | 1993 TV24           | 9 octombrie 1993    | La Silla           | E. W. Elst                                          |
| 285091 – | 1994 AL7            | 7 ianuarie 1994     | Kitt Peak          | Spacewatch                                          |
| 285092 – | 1994 AP14           | 13 ianuarie 1994    | Kitt Peak          | Spacewatch                                          |
| 285093 – | 1994 HC             | 19 aprilie 1994     | Kitt Peak          | Spacewatch                                          |
| 285094 – | 1994 PR7            | 10 august 1994      | La Silla           | E. W. Elst                                          |
| 285095 – | 1994 RC3            | 2 septembrie 1994   | Kitt Peak          | Spacewatch                                          |
| 285096 – | 1994 TZ10           | 9 octombrie 1994    | Kitt Peak          | Spacewatch                                          |
| 285097 – | 1994 UM8            | 28 octombrie 1994   | Kitt Peak          | Spacewatch                                          |
| 285098 – | 1994 UZ8            | 28 octombrie 1994   | Kitt Peak          | Spacewatch                                          |
| 285099 – | 1994 VT3            | 1 noiembrie 1994    | Kitt Peak          | Spacewatch                                          |
| 285100 – | 1994 WX7            | 28 noiembrie 1994   | Kitt Peak          | Spacewatch                                          |

## 285101–286200
| Denumire | Denumire provizorie | Data descoperirii  | Locul descoperirii | Descoperitor(i)                  |
| -------- | ------------------- | ------------------ | ------------------ | -------------------------------- |
| 285116 – | 1995 SN1            | 18 septembrie 1995 | Modra              | A. Galád                         |
| 285142 – | 1995 UG1            | 22 octombrie 1995  | Kleť               | Kleť                             |
| 285143   | 1995 UZ4            | 23 octombrie 1995  | Xinglong           | BAO Schmidt CCD Asteroid Program |
| 285178 – | 1996 OZ             | 18 iulie 1996      | Socorro            | R. Weber                         |

## 285201–286300
| Denumire | Denumire provizorie | Data descoperirii  | Locul descoperirii  | Descoperitor(i)                  |
| -------- | ------------------- | ------------------ | ------------------- | -------------------------------- |
| 285215 – | 1997 EG6            | 6 martie 1997      | Prescott            | P. G. Comba                      |
| 285220 – | 1997 JQ3            | 5 mai 1997         | Mauna Kea           | C. Veillet                       |
| 285226 – | 1997 QU2            | 31 august 1997     | Kleť                | Z. Moravec                       |
| 285235 – | 1997 TB7            | 2 octombrie 1997   | Caussols            | ODAS                             |
| 285250   | 1998 DH8            | 21 februarie 1998  | Xinglong            | BAO Schmidt CCD Asteroid Program |
| 285263   | 1998 QE21           | 19 august 1998     | Socorro             | LINEAR                           |
| 285264   | 1998 QF5            | 22 august 1998     | Xinglong            | BAO Schmidt CCD Asteroid Program |
| 285280 – | 1998 SF28           | 24 septembrie 1998 | Woomera             | F. B. Zoltowski                  |
| 285285   | 1998 SP63           | 29 septembrie 1998 | Xinglong            | BAO Schmidt CCD Asteroid Program |
| 285299 – | 1998 TJ16           | 14 octombrie 1998  | Višnjan Observatory | K. Korlević                      |

## 285401–286500
| Denumire | Denumire provizorie | Data descoperirii | Locul descoperirii | Descoperitor(i) |
| -------- | ------------------- | ----------------- | ------------------ | --------------- |
| 285405 – | 1999 UZ3            | 26 octombrie 1999 | Gnosca             | S. Sposetti     |
| 285411 – | 1999 VW2            | 4 noiembrie 1999  | Bergisch Gladbach  | W. Bickel       |

## 285501–286600
| Denumire | Denumire provizorie | Data descoperirii | Locul descoperirii | Descoperitor(i) |
| -------- | ------------------- | ----------------- | ------------------ | --------------- |
| 285566 – | 2000 NM10           | 5 iulie 2000      | Goodricke-Pigott   | R. A. Tucker    |

## 285601–286700
| Denumire | Denumire provizorie | Data descoperirii  | Locul descoperirii | Descoperitor(i)             |
| -------- | ------------------- | ------------------ | ------------------ | --------------------------- |
| 285614 – | 2000 QB231          | 31 august 2000     | Kvistaberg         | Uppsala-DLR Asteroid Survey |
| 285615 – | 2000 QB233          | 25 august 2000     | Cerro Tololo       | M. W. Buie                  |
| 285617 – | 2000 RC8            | 1 septembrie 2000  | Bologna            | Osservatorio San Vittore    |
| 285636 – | 2000 SA             | 17 septembrie 2000 | Olathe             | L. Robinson                 |
| 285686 – | 2000 SV162          | 30 septembrie 2000 | Elmira             | A. J. Cecce                 |
| 285687 – | 2000 SM163          | 30 septembrie 2000 | Ondřejov           | P. Kušnirák, P. Pravec      |

## 285701–286800
| Denumire | Denumire provizorie | Data descoperirii  | Locul descoperirii | Descoperitor(i)  |
| -------- | ------------------- | ------------------ | ------------------ | ---------------- |
| 285729 – | 2000 SR328          | 22 septembrie 2000 | Haute Provence     | W. Thuillot      |
| 285753 – | 2000 UE1            | 22 octombrie 2000  | Ondřejov           | L. Šarounová     |
| 285781 – | 2000 WW9            | 22 noiembrie 2000  | Eskridge           | G. Hug           |
| 285784 – | 2000 WW29           | 25 noiembrie 2000  | Junk Bond          | J. Medkeff       |
| 285797 – | 2000 WN193          | 24 noiembrie 2000  | Kitt Peak          | Deep Lens Survey |

## 285801–286900
| Denumire | Denumire provizorie | Data descoperirii | Locul descoperirii | Descoperitor(i)       |
| -------- | ------------------- | ----------------- | ------------------ | --------------------- |
| 285801 – | 2000 YE4            | 19 decembrie 2000 | Bohyunsan          | Y.-B. Jeon, B.-C. Lee |
| 285823 – | 2001 DP14           | 16 februarie 2001 | Nogales            | Tenagra II            |
| 285888 – | 2001 PO29           | 13 august 2001    | Uccle              | T. Pauwels            |

## 285901–287000
| Denumire | Denumire provizorie | Data descoperirii | Locul descoperirii | Descoperitor(i) |
| -------- | ------------------- | ----------------- | ------------------ | --------------- |
| 285919 – | 2001 QU183          | 21 august 2001    | Desert Eagle       | W. K. Y. Yeung  |